# Challenger de Bangkok 3
El KPN Renewables Bangkok Open es un tenis torneo celebrado en Bangkok, Tailandia desde 2016. El evento es parte del ATP Challenger Tour y se juega al aire libre en pistas de dura.

## Resultados

### Individuales
| Año  | Campeón         | Finalista | Resultado |
| ---- | --------------- | --------- | --------- |
| 2016 | James Duckworth | Sam Barry | 7–65, 6–4 |

### Dobles
| Año  | Campeones          | Finalistas                 | Resultado        |
| ---- | ------------------ | -------------------------- | ---------------- |
| 2016 | Chen Ti Jason Jung | Dean O'Brien Ruan Roelofse | 6–4, 3–6, [10–8] |